# غرفة موسيقى الرايخ

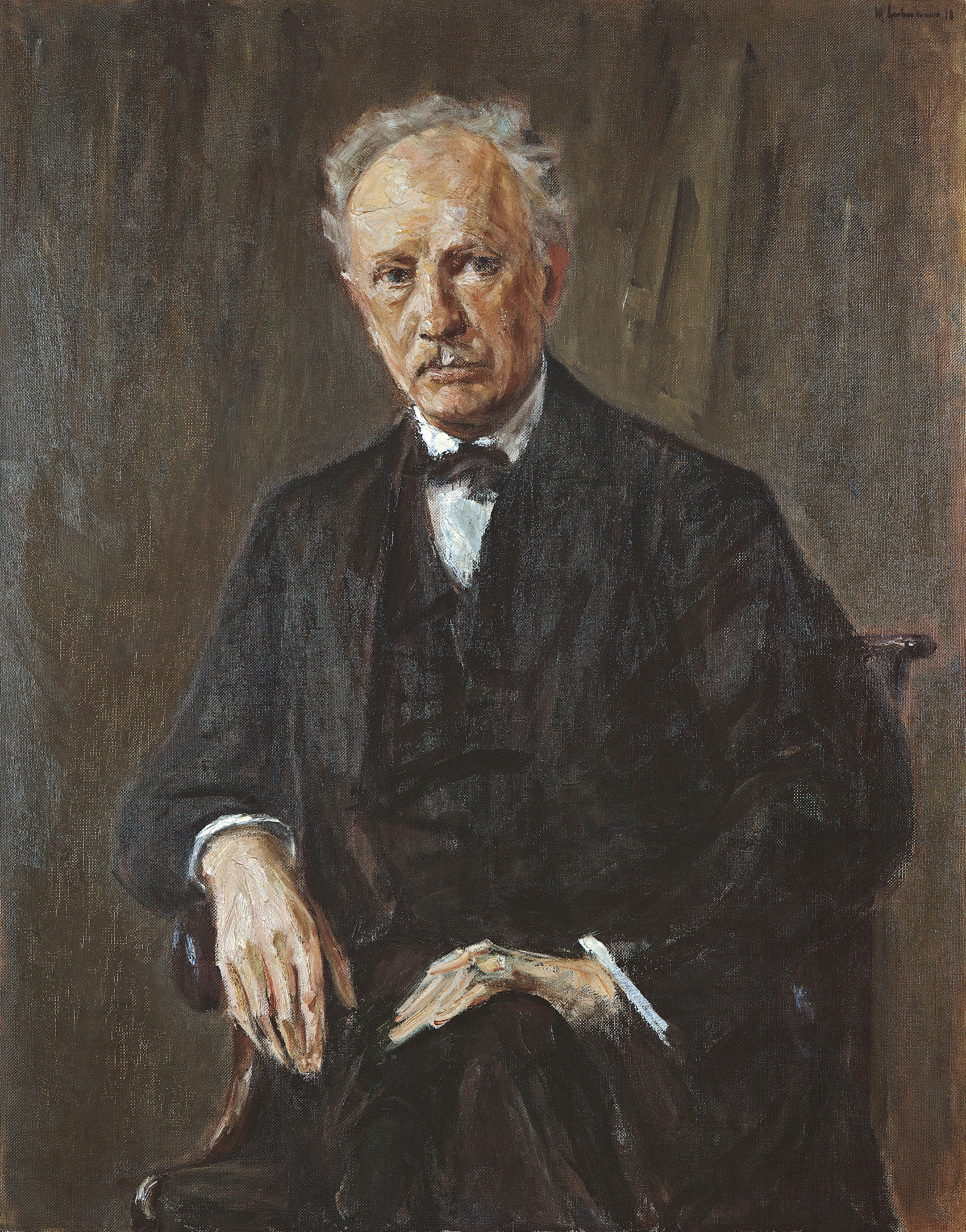

غرفة موسيقى الرايخ (بالألمانية: Reichsmusikkammer) مؤسسة نازية. روجت لـ «الموسيقى الألمانية الجيدة» التي ألّفها الآريون واعتبرت أنها تتفق مع المثالية النازية، بينما قمعت الموسيقى الأخرى "المتدهورة"، والتي شملت الموسيقى اللامقامية والجاز والموسيقى من قبل الملحنين اليهود. تأسس المعهد في عام 1933 على يد جوزيف غوبلز و Reichskulturkammer (مكتب الدولة للثقافة)، وعملت حتى سقوط الرايخ الثالث في عام 1945.

## المهام
كان أحد الأهداف الأساسية للمعهد - وهو الترويج لـ «الموسيقى الألمانية الجيدة»، وتحديداً بيتهوفن وفاجنر وباخ وموزارت وهايدن وبرامز وبروكنر وما شابه ذلك - إضفاء الشرعية على سيادة العالم المزعومة لألمانيا ثقافياً. تم إعادة تفسير هؤلاء الملحنين وموسيقاهم أيديولوجيًا لتمجيد الفضائل والهوية الثقافية الألمانية.